# Горичиці-Добранське
45°23′ пн. ш. 15°23′ сх. д. / 45.39° пн. ш. 15.38° сх. д.
Горичиці-Добранське (хорв. Goričice Dobranske) — населений пункт у Хорватії, у Карловацькій жупанії у складі громади Генеральський Стол.

## Населення
Населення за даними перепису 2011 року становило 47 осіб.
Динаміка чисельності населення поселення: